# Sol y mar
Sol y mar è un singolo del cantante italiano Federico Rossi e della cantautrice spagnola Ana Mena, pubblicato il 22 ottobre 2021 dall'etichetta Warner Music Italy.

## Descrizione
Il brano, scritto dagli stessi due artisti con Jacopo Angelo Ettorre, in arte Jacopo Èt, è prodotto da ITACA, team fondato dal duo musicale Merk & Kremont.

## Video musicale
Il video musicale, diretto da Daniele Barbiero, è stato pubblicato il 25 ottobre 2021 attraverso il canale YouTube della Warner Music Italy.

## Tracce
Testi di Federico Rossi, Ana Mena Rojas e Jacopo Angelo Ettorre, musiche di Federico Mercuri, Giordano Cremona, Eugenio Maimone e Leonardo Grillotti.
1. Sol y mar – 2:36

## Formazione
Musicisti
- Federico Rossi – voce
- Ana Mena Rojas – voce
- Federico Mercuri – batteria, basso, tastiere, sintetizzatore, musica per archi, voci di sottofondo
- Giordano Cremona – batteria, basso, tastiere, sintetizzatore, musica per archi, voci di sottofondo
- Eugenio Maimone – batteria, basso, tastiere, sintetizzatore, musica per archi, voci di sottofondo
- Leonardo Grillotti – batteria, basso, tastiere, sintetizzatore, musica per archi, chitarra, voci di sottofondo

Produzione
- Federico Mercuri – produzione
- Giordano Cremona – produzione